# Bebrykowie
Bebrykowie (łac. Bebryces, gr. Bébrykes) – starożytny lud pochodzenia iberyjskiego zamieszkujący Gallię Narbonensis.